# Stegnobrisinga splendens
Stegnobrisinga splendens är en sjöstjärneart som beskrevs av Hubert Lyman Clark 1926. Stegnobrisinga splendens ingår i släktet Stegnobrisinga och familjen Brisingidae. Inga underarter finns listade i Catalogue of Life.